# Суданија (филм из 1977)
„Суданија” је југословенски ТВ филм из 1977. године. Режирао га је Богдан Јерковић а сценарио је написан по делу Петра Кочића.

## Улоге
| Глумац          | Улога |
| --------------- | ----- |
| Сеад Бејтовић   |       |
| Драго Бука      |       |
| Фахро Коњхоџић  |       |
| Урош Крављача   |       |
| Васја Станковић |       |
| Анте Вицан      |       |